# ريكس أومالي
ريكس أومالي (بالإنجليزية: Rex O'Malley)‏ هو ممثل بريطاني (وحمل سابقاً جنسية المملكة المتحدة لبريطانيا العظمى وأيرلندا)، ولد في 2 يناير 1901 بلندن في المملكة المتحدة، وتوفي في 1 مايو 1976 بنيويورك في الولايات المتحدة.

## وصلات خارجية
- ريكس أومالي على موقع IMDb (الإنجليزية)
- ريكس أومالي على موقع قاعدة بيانات برودواي على الإنترنت (الإنجليزية)
- ريكس أومالي على موقع قاعدة بيانات الفيلم (الإنجليزية)